# 근육적 기독교
근육적 기독교(Muscular Christian)는 19세기 중반 영국에서 시작된 철학적 운동으로, 애국적 의무, 규율, 자기희생, 남성다움, 운동선수의 도덕적, 육체적 아름다움에 대한 믿음을 특징으로 한다.
이 운동은 빅토리아 시대에 영국 공립학교에서 학생들의 인격을 형성하는 방법으로 유행했다. 이는 영국 작가 토머스 휴즈(Thomas Hughes)와 그의 1857년 소설 톰 브라운의 학창시절(Tom Brown's School Days), 작가 찰스 킹즐리 및 랄프 코너(Ralph Connor)와 가장 자주 연관된다. 미국 대통령 시어도어 루즈벨트는 근육적 기독교를 실천하는 가정에서 자랐으며 운동의 탁월한 지지자였다. 루즈벨트, 킹슬리 및 휴즈는 체력과 건강을 장려했을 뿐만 아니라 개인 생활과 정치에서 기독교 이상을 적극적으로 추구했다. 근육적 기독교는 육체적 발전과 기독교적 영적 발전을 결합한 조직을 통해 지속되어 왔다. 카톨릭과 개신교 모두에 영향을 미친다.

## 기원과 배경
계몽주의 시대까지 기독교에서 육체의 미학은 주로 거룩한 고통에 관심을 두었다. 금욕주의, 그리고 신체적 필요와 아름다움을 거부하는 것은 고대와 중세 시대에 평신도와 성직자 모두의 관심사였다. 금욕주의의 핵심 교리는 육체가 신성을 방해하는 것이라고 믿는 것이다. 카타르교와 같은 종파에서는 육체가 완전히 부패했다고 믿었다.
근육적 기독교 운동은 공식적으로 조직된 적이 없다. 오히려 그것은 다양한 방식으로 발현되고 다양한 인물과 교회에서 지지를 받는 문화적 경향이었다. 근육적 기독교는 그리스도인의 삶의 도전을 묘사하기 위해 운동적 비유를 사용한 사도 바울로 거슬러 올라간다. 그러나 기독교에서 스포츠와 운동에 대한 명시적인 옹호는 루소의 에밀이 체육 교육이 도덕적 성품 형성에 중요하다고 설명한 1762년까지 나타나지 않았다.

## 같이 보기
- 지배주의 신학
- 긍정적 기독교
- 기독교청년회